# Administration transitoire afghane
État transitoire islamique d'Afghanistan (2002-2004)
République islamique d'Afghanistan (2004)
Administration intérimaire afghane Gouvernement Karzai I
L'Administration transitoire afghane est le nom du gouvernement provisoire mis en place en Afghanistan du 13 juillet 2002 au 7 décembre 2004, date à laquelle il est remplacé par la République islamique d'Afghanistan, à la suite de la présidentielle de 2004 et de l'entrée en vigueur de l'ensemble des dispositions de la nouvelle constitution. Le pays porte alors le nom d'État islamique d'Afghanistan. Ce gouvernement provisoire fait suite à l'Administration intérimaire afghane, en place de 2001 à 2002.

## Historique

### Le processus de désignation de l'administration provisoire
Durant la campagne d'Afghanistan en automne 2001, les États-Unis, quelques alliés occidentaux et des chefs de guerre afghans, notamment de l'Alliance du Nord, chassent les talibans du pouvoir. La communauté internationale est ainsi intervenue, mais en appui de forces afghanes. Celles-ci sont fragmentées et peu imprégnées de notion d’unité nationale, mais elles se considèrent détentrices d’un pouvoir conquis et légitime. Toutefois, un accompagnement semblent nécessaires pour les aider à reconstruire un État, en dépassant leurs ethnies, leurs clans, leurs vallées.
Une conférence de quelques dirigeants afghans à Bonn, parrainée par l'ONU conduit à la nomination d'une Administration intérimaire afghane, sous la présidence de Hamid Karzai. Cette administration intérimaire est prévue pour durer six mois, avant d'être remplacée par une Administration transitoire. Le passage à cette deuxième étape nécessite la convocation d'une grande assemblée traditionnelle afghane, appelée Loya Jirga. Cette Loya Jirga d'urgence doit élire un nouveau chef de l’État et mettre en place une administration transitoire, qui, à son tour, exercera pendant une durée maximale de deux ans, jusqu'à ce qu'un «gouvernement pleinement représentatif» puisse être élu par des élections libres et équitables.

### L'élection du président
La chose la plus importante de la Loya Jirga avait à faire était de choisir un président pour l'Administration transitoire. Initialement, il y avait plusieurs candidats qui avaient déclaré concourir, notamment l'ancien président de l'Afghanistan et chef de l'Alliance du Nord, Burhanuddin Rabbani, et le président soutenu par les Américains de l'Administration intérimaire afghane, Hamid Karzai. Karzai est également soutenue par Abdullah Abdullah et Mohammed Fahim Khan, deux dirigeants importants de l'Alliance du Nord. Un troisième candidat possible est Mohammad Zaher Shah, l'ancien roi d'Afghanistan jusqu'en 1973. Il avait passé des années à vivre à Rome, mais était retourné en Afghanistan après la chute du régime des talibans. Ces différentes factions sont déjà représentées au sein de l'administration intérimaire.
Les représentants des États-Unis pressent l'ancien roi de se retirer. Le début de la Loya Jirga est retardé, a priori pour laisser du temps à cette négociation préalable,. Finalement, l'ancien roi renonce. Hamid Karzai, qui est assis à côté de Zahir Shah lors de sa conférence de presse, le désigne comme «père de la nation» et le remercie. Deux autres candidats émergent. Pour être candidat à la présidence, devant la Loya Jirga, un candidat doit présenter 150 signatures pour sa candidature. Massouda Jalal, une femme médecin travaillant avec le Programme alimentaire mondial, et Mahfouz Nedayee, peu connu, réunissent suffisamment de signatures et résistent aux pressions multiples. L'élection à la présidence de l'administration de transition a lieu au scrutin secret, le 13 juin 2002,.
| Suffrages exprimés | Suffrages exprimés | Suffrages exprimés | 1 555     |             |  |  |
|                    |                    |                    |           |             |  |  |
|                    | Candidat           | Parti              | Suffrages | Pourcentage |  |  |
|                    | Hamid Karzai       | Sans étiquette     | 1 295     | 83,28 %     |  |  |
|                    | Massouda Jalal     | Sans étiquette     | 171       | 11 %        |  |  |
|                    | Mahfouz Nedayee    | Sans étiquette     | 89        | 5,72 %      |  |  |

### La désignation du gouvernement
Le 19 juin, le dernier jour de la Loya Jirga, Karzaï annonce à la Loya Jirga les noms des 14 ministres de l'administration transitoire afghane, dont trois vice-présidents. Il nomme également un président de la Cour suprême. Ce cabinet est approuvé très rapidement. « Acceptez-vous ce cabinet » demande Hamid Karzai à l’assemblée de la Loya Jirga. Des mains se lèvent et il conclut : « Tous ont accepté et j’en suis heureux ». Le procédé provoque une controverse, certains délégués déclarant qu'il n'y pas eu de vote approprié, que ce cabinet n'a pas été démocratiquement choisi, mais est le résultat de négociations politiques menées en parallèle. Les trois postes de vice-président sont donnés à des commandants de l'Alliance du Nord, Hamid Karzaï prend soin de faire en sorte qu'aucun de ces vice-présidents ne soient de la même origine ethnique. Un équilibre délicat est recherché entre l'ethnie du sud, les pachtounes qui ont souvent eu un rôle dominant dans l'histoire afghane y compris sous le régime des talibans, et les ethnies du nord, tadjiks, ouzbeks, hazaras,.
Le fait d'attribuer des postes majeurs à des seigneurs de guerre provinciaux est également critiqué. Hamid Karzai justifie ce choix par la volonté que le pouvoir de l'administration transitoire dépasse les limites de Kaboul. L'envoyé spécial du président américain George Bush indique de son côté : « Les factions armées font partie de la vie en Afghanistan. Leur inclusion n'est pas nécessairement négative. Elle indique leur souhait de résoudre les problèmes politiquement et reflète leur désir de participer au processus. »,. Mais personne n'a oublié les querelles entre les chefs moudjahidins vainqueurs des russes, à Kaboul entre 1992 et 1996, querelles qui ont facilité la prise de pouvoir des talibans à l'époque. « Les chefs qui ont détruit Kaboul sont tous assis au premier rang », remarque ainsi un délégué de Kaboul au sein de la Loya Jirga. Les équilibrages politiques se poursuivent jusque fin juin, se traduisant par une augmentation du nombre de ministres,. Une Force internationale d'assistance et de sécurité (ISAF), prévue par les accords de Bonn, s'installe dans Kaboul en décembre 2002, accompagnant la mise en place de ce gouvernement.
| Fonction                                                      | Nom                                  | Ethnie     | remarques |
| ------------------------------------------------------------- | ------------------------------------ | ---------- | --- |
| Président                                                     | Hamid Karzai                         | Pachtoune  | |
| Vice-président et ministre afghan de la Défense               | Mohammed Fahim                       | Tadjik     | Titulaire dans l'administration temporaire                                                                               |
| Vice-président                                                | Karim Khalili                        | Hazara     | Nouveau |
| Vice-président                                                | Hedayat Amine Arsala                 | Pachtoune  | Nouveau (il était ministre des Finances)                                                                                 |
| Vice-président et ministre des travaux publics                | Abdul Qadir Abdul Ali                | Pachtounes | Nouveau (il était ministre des affaires urbaines) (assassiné le 6 juillet 2002) Nouveau (nommé après le 6 juillet 2002). |
| Vice-président et chef de la Cour constitutionnelle afghane   | Nematullah Shahrani                  | Ouzbek     | Nouveau |
| Conseiller spécial sur la sécurité et ministre de l'Éducation | Yunus Qanooni                        | Tadjik     | Titulaire sur l’Éducation                                                                                                |
| Ministre des affaires étrangères                              | Abdullah Abdullah                    | Tadjik     | Titulaire |
| Ministre des finances                                         | Ashraf Ghani                         | Pachtoune  | Nouveau |
| Ministre de l'intérieur                                       | Taj Mohammed Wardak Ali Ahmad Jalali | Pachtounes | Nouveau Nouveau (remplace Wardak en janvier 2003)                                                                        |
| Ministre de la planification                                  | Mohammed Mohaqqeq                    | Hazara     | Titulaire |
| Ministre de la communication                                  | Masoom Stanakzai                     | Pachtoune  | Nouveau |
| Ministre des frontières                                       | Arif Nurzai                          | Pachtoune  | Nouveau (il était ministre de la petite industrie)                                                                       |
| Ministre des réfugiés                                         | Intayatullah Nazeri                  | Tadjik     | Titulaire |
| Ministre des mines                                            | Juma Muhammad Muhammadi              | Pachtoune  | Nouveau |
| Ministre de l'industrie légère                                | Mohammed Alim Razm                   | Ouzbek     | titulaire |
| Ministre de la santé                                          | Sohaila Siddiqi                      | Pachtoune  | Titulaire |
| Ministre du commerce                                          | Sayed Mustafa Kasemi                 | Chiite     | Titulaire |
| Ministre de l'agriculture                                     | Sayed Hussain Anwari                 | Hazara     | Titulaire |
| Ministre de la justice                                        | Abbas Karimi                         | Ouzbek     | Titulaire |
| Ministre de l'information et de la culture                    | Saeed Makhdoom Rahim                 | Tadjik     | Titulaire |
| Ministre de la reconstruction                                 | Mohammed Fahim Farhang               | Pachtoune  | Titulaire |
| Ministre des affaires religieuses                             | Mohammed Amin Naziryar               | Pachtoune  | Nouveau |
| Ministre des affaires urbaines                                | Yusuf Pashtun Gul Agha Sherzai       | Pachtoune  | Nouveau Nouveau (Sherzai entre en fonction le 16 août 2003)                                                              |
| Ministre de l'eau et de l'énergie                             | Ahmed Shakar Karkar                  | Ouzbek     | Titulaire |
| Ministre de l'irrigation et de l'environnement                | Ahmed Yusuf Nuristani                | Pachtoune  | Nouveau |
| Ministre des mutilés et des handicapés                        | Abdullah Wardak                      | Pachtoune  | Titulaire |
| Ministre de l'enseignement supérieur                          | Sharif Faez                          | Tadjik     | Titulaire |
| Ministre du tourisme et de l'aviation civile                  | Mir Wais Saddiq                      | Tadjik     | Nouveau (il était ministre des affaires sociales et du travail)                                                          |
| Ministre des transports                                       | Said Mohammad Ali Jawid              | Chiite     | |
| Ministre du développement rural                               | Hanif Asmar                          | Pachtoune  | Nouveau |
| Ministre des affaires sociales et du travail                  | Noor Mohammad Qarqin                 |            | |
| Ministre des affaires féminines                               | Habiba Sarabi                        |            | Nouveau |
| Président de la Cour suprême                                  | Hadi Shinwari                        | Pachtoune  | |
| Conseiller sur la sécurité                                    | Zalmay Rassoul                       |            | |
| Conseiller pour les affaires féminines                        | Mahbooba Hoquqmal                    |            | |
| Gouverneur de la banque centrale                              | Anwar ul-Haq Ahadi                   | Pachtoune  | |

### Les premiers résultats de l'administration transitoire
La Force internationale d'assistance et de sécurité (ISAF) passe sous commandement de l'OTAN.
Une paix relative s'installe dans le pays, bien que troublée par les attaques des talibans. Plus de deux millions de réfugiés afghans rentrent au pays. Des travaux d'agencement reprennent, la scolarisation en masse des enfants, garçons et filles, se remet en place.
Par contre, l'Armée nationale afghane (ANA) est à reconstruire complètement. Elle doit être formée et rééquipée. Les deux premières brigades en sont présentées par le président Karzaï, le 15 mars 2003.
Certains seigneurs de la guerre régionaux détiennent toujours le pouvoir dans leurs fiefs. Spéculant sur cette période de transition, ils maintiennent, malgré les décrets de Hamid Karzai, des pouvoirs de police locaux et une collecte à leur avantage de revenus douaniers. La région de Hérat, notamment, devient un véritable État dans l’État sous l’emprise d’Ismail Khan. En août 2003, Hamid Karzai démet ce chef de guerre, Ismaïl Khan, de son poste de commandement militaire pour l'ouest du pays. De petits commandants de diverses milices, aux affiliations politiques vagues et instables, essayent également de se maintenir, au prix quelquefois d’affrontements entre eux.
La condition des femmes évolue difficilement. Elles sont victimes de l’héritage culturel patriarcal, des séquelles de l’extrémisme taliban et de l’arbitraire des décisions juridiques, s'appuyant, selon les juges, sur les normes de l’ancien code pénal ou sur celles de la charia.
Les talibans reconstruisent progressivement leurs forces et se livrent à des attentats. Les ministres de l'aviation civile puis des travaux publics sont assassinés à Kaboul, le 14 février 2002 et le 6 juillet 2002. Et le président Karzaï échappe lui-même à un attentat, le 5 septembre 2002 à Kandahar, l'ancien fief des talibans..
Malgré ces difficultés et ces menaces, le processus prévu dans l'accord de Bonn se poursuit. Le 14 décembre 2003, s'ouvre une nouvelle Loya Jirga chargée de débattre de la future Constitution afghane. Le 4 janvier 2004, la Constitution de l'Afghanistan est adoptée.. Une élection présidentielle afghane se prépare, et se déroule effectivement le 9 octobre 2004, sous la surveillance d'un contingent supplémentaire américain. Cette élection présidentielle au suffrage démocratique et direct marque la fin de cette administration de transition et le début d'un régime basé sur la nouvelle constitution.